# Dixon Lane-Meadow Creek
Dixon Lane-Meadow Creek est une census-designated place du comté d'Inyo, dans l'État de Californie, aux États-Unis,. En 2020, elle compte une population de 2 780 habitants.